# Историја химне СФРЈ
Историја химне Социјалистичке Федеративне Републике Југославије започиње 1941. године, избијањем Другог светског рата и распадом Краљевине Југославије, а завршава се распадом СФРЈ, односно Државне заједнице Србије и Црне Горе, 21. маја 2006.
Од 1945. до распада државе неколико пута је расписиван конкурс за химну и неколико предлога чак је изгласано. Композиција, "Смело смо пошли из мрака и страве" из 1946, на текст Чедомира Миндеровића, која је била званична химна ФНРЈ, никад није извођена у том својству. „Свечана песма” из 1959. имала је споран текст. „Свечана песма” из 1968. никада није добила одговарајући текст.
Уставом Социјалистичке Федеративне Републике Југославије од 21. јануара 1974. први пут се спомиње постојање химне у члану 8, али без њеног назива. У међувремену незванична химна је била „Хеј, Словени”, која је за званичну проглашена тек 1988. године.

## „Хеј, Словени”
У јеку Другог светског рата, током кога је утемељена нова држава, Демократска Федеративна Југославија са прокламованом равноправношћу јужнословенских народа, песма „Хеј, Словени” заживела је као привремена химна будуће државе.
Песму су, на простору будуће СФРЈ, први прихватили Словенци, још 1848. и певали су је као „Хеј, Словенци”. Објављена је у југословенској штампи у време стварања заједничке државе 1918. Као свечана песма први пут је изведена на отварању Првог заседања АВНОЈ-а 26. новембра 1942. у Бихаћу, а затим и на Другом заседању АВНОЈ-а 29. новембра 1943. у Јајцу. После ослобођења, на Уставотворној скупштини 29. новембра 1945, када је Југославија проглашена за републику, свирана је у „најсвечанијем тренутку” и тада су сви народни посланици устали су и запевали је. Тако је песма "Хеј Словени" прихваћена као привремена химна.
Због недостатака у песми "Хеј Словени", већ почетком 1946. расписан је конкурс за текст нове југословенске химне. После низа неуспелих конкурса, Законом о употреби грба, заставе и химне СФРЈ од 22. априла 1977. формално је уређен статус химне „Хеј Словени” и озваничена њена привремена употреба, док се не утврди нова химна. Усвојеном законском одредбом, IX амандманом из 1988. на Устав из 1974. године химна „Хеј Словени” проглашена је за званичну химну СФРЈ. Поново се појављује у Уставу Савезне Републике Југославије из 1992. Као званична химна опстала је по инерцији до проглашења Устава Републике Србије.
| Хеј, Словени, јоште живи Дух наших дедова, Док за народ срце бије њихових синова. |  | Живи, живи дух словенски, Живеће веков'ма! Залуд прети понор пакла, Залуд ватра грома! |  | Нек се сада и над нама Буром све разнесе, Стена пуца, дуб се лама, Земља нек се тресе! |  | Ми стојимо постојано Кано клисурине, Проклет био издајица Своје домовине! |

## Химна ФНРЈ или „Смело смо пошли из мрака и страве” (1946)
Победник конкурса за химну ФНРЈ, расписаног почетком 1946. године, био је песник Чедомир Миндеровић са својом песмом „Химна ФНРЈ”, односно „Смело смо пошли из мрака и страве”. У песми Миндеровић није спомињао име Југославије и Југословена, водећи рачуна о томе да је нова држава сачињена од здружених народа и народности, међу којима има и оних појединаца који не желе да се сврстају под заједнички идентитет, па је величао републику.
Мелодија је изабрана по анонимном принципу, тако да је њен аутор остао непознат. Миндеровић је као награду добио 60.000 динара. Међутим тешкоћа се јавила са уклапањем текста у задату музичку форму. Како се комисији баш допао његов текст, па је 11. децембра исте године расписан нови конкурс, овога пута за музику. Изабране су четири мелодије, али ни једна није имала борбени полет какав је захтевала најсвечанија песма једне младе државе. Уследио је још један неуспели покушај, па се од Миндеровићеве песме заувек одустало. Музику за Химну ФНРЈ су компоновали познати југословенски композитори.
| Смело смо пошли, из мрака и страве, Кроз крваву борбу, у битака дим! Братство, јединство да победу славе! Да слободна — засјаш лепотама свим! Републико наша, под сунцем слободе, Дух Твој у векове нек поносно сја! Путеви славе нек Те вечно воде, И стег Твој нек само за победе зна! |  | Над делом радних и поносних људи, Слободе нек блиста наш пламени знак! Армије наше гранитне су груди, Наш јуриш за Тебе ко олуј је јак! Републико наша, под сунцем слободе, Дух Твој у векове нек поносно сја! Путеви славе нек Те вечно воде, И стег Твој нек само за победе зна! |  | Напред и напред! И никада робом! Све славнија, јача, на путу си том! Завете палих ми чувамо с Тобом, Да вечито срећан и наш будеш дом! Републико наша, под сунцем слободе, Дух Твој у векове нек поносно сја! Путеви славе нек Те вечно воде, И стег Твој нек само за победе зна! |

## „Свечана песма” Мире Алечковић и Николе Херцигоње (1959)
Нови покушај стварања југословенске химне био је 1959. године. Ни на конкурсу који је организован те године ништа није одлучено, али је у ужи избор ушао македонски композитор Таки Хрисик. На захтев Скупштине Југославије, Конгрес Савеза композитора изјаснио се за композицију Николе Херцигоње „Новој Југославији”, коју је он компоновао 1948. године. На основу те композиције Мира Алечковић је написала текст — „Свечану песму”. Песма је 19. априла 1959. изведена на свечаној приредби у Београду, поводом 40-годишњице КПЈ. Чинило се да је пронађена права химна, па је Савезном одбору ССРНЈ предложена за државну химну.
Ни овај предлог није прихваћен, а за то су се својевремено спомињала два разлога. Први, безазлени, тицао се чињенице да је песма вокално превише захтевна, а други, озбиљнији тицао се наводног неслагања хрватског партијског руководства. Иако не јавно, представници хрватског руководства из 60-их година оценили су песму сувише унитаристичком, јер се назив Југославија у њој помиње чак шест пута и непрестано се инсистира на њеном јачању, док ни једном речју, макар у алузији, нису поменти народи и народности окупљени у тој држави. Песникиња Мира Алечковић је одбила да промени рефрен ове песме.
| Ми дигосмо главе под небом тамним, Смели се проби глас, Сад циљу великом, делима славним, Слобода понесе нас. Југославијо, борба те родила, О Jугославијо, народ те славио, Љубав те, земљо наша, напојила, Буди поносна, Jугославијо. |  | О расти нам земљо, сну слободара, Име ти носимо свуд, Ти бољи живот нама си дала, Братству си утрла пут. Југославијо, борба те родила, О Jугославијо, народ те славио, Љубав те, земљо наша, напојила, Буди поносна, Jугославијо. |

## „Свечана песма” Такија Хрисика (1968)
На иницијативу Едварда Кардеља композитор Александар Обрадовић је прилагодио други став Пете Бетовенове симфоније за химну Југославије и та песма је изведена на прослави Дана Републике у Београду, 1963 године. Ни тај покушај није прихваћен. Уследили су трећи и четврти конкурс - 1968. и 1973. године.
На трећем конкурсу, 1968, између 204 приспеле композиције жири од 13 чланова једногласно је одлучио да од 10 предвиђених награда додели само једну и то другу. Награду је добио Таки Хрисик, композитор из Битоља. Шест година касније, 1974. године, расписује се и конкурс за текст, а у међувремену Хрисикова „Свечана песма” се не интерпретира, јер се не може певати без текста. Први покушај да се дође до текста остао је без резултата, иако је било укупно 560 кандидата. У наредном покушају од 2.005 текстова жири од 25 чланова наградио је пет, посебно издвојивши текстове Маричке Циленшек и Ђоке Стојичића. Ипак, 1975. године Хрисикова музика и награђени текстови предложени су Скупштини на усвајање, али се посланици нису изјаснили ни до 1982. године. Почетком те године, на конференцији за штампу одржаној у СОКОЈ-у, саопштена је одлука о почетку емитовања награђене композиције. Последњим конкурсом за химну било је предвиђено да се усвојена композиција химне изведе на 40-годишњицу социјалистичке Југославије 29. новембра 1985. у Београду. Међутим, као и претходни, и овај конкурс остао је без одлуке о избору химне.

## 80-те године
о новој химни разговарало се и осамдесетих, када се чак појавио и предлог да за химном буде проглашен тадашњи велики хит Лепе Брене, песма „Југославијо” („Од Вардара па до Триглава”).

## Химна Државне заједнице Србије и Црне Горе
Државна заједница Србије и Црне Горе, настала под притиском Европске уније, требало је да као химну, попут химне Краљевине Југославије, добије песму која би била пуки збир постојећих химни – српске „Боже правде” и црногорске „Ој, свијетла мајска зоро”. Договор Београда и Подгорице био је постигнут, па је прављење аранжмана поверено композитору Слободану Марковићу. Ова творевина оспоравана је од стране многих музиколога, теоретичара музике и етнолога.
Ипак, ова химна никада није заживела, па је као званична химна по инерцији остала песма „Хеј, Словени”, све до разлаза Србије и Црне горе и до проглашења Устава Републике Србије из 2006.